# 奥拉·林德格伦
奥拉·林德格伦（瑞典語：Ola Lindgren，1964年2月29日—），瑞典男子手球运动员。他曾代表瑞典参加1988年、1992年、1996年和2000年夏季奥林匹克运动会手球比赛，共获得三枚银牌。